# 鹿角美果
鹿角美果（かづの みか、1981年3月18日 - ）は、日本のフリーアナウンサー。愛称「みかっち」。北海道札幌市西区出身。身長156cm。兄が一人いる。愛犬・りん（ミニチュアダックスフント）。

## 経歴
2001年ランラン号キャスタードライバーに応募するも、免許取得より1年以上が必要だった運転経験が、1年未満だった為に落選。しかしキャスタードライバー選考を担当していた吉田ディレクターの目に留まり、替わって応募した審査に合格した「ウイークエンドバラエティ 日高晤郎ショー」の第13代アシスタントを2001年4月から2004年3月27日放送分（第1089回）まで担当。卒業後は喜瀬ひろしのときめきワイドの木曜日、金曜日の中継レポーターを2005年9月まで担当。2005年4月から「ヒートアップミュージック」のパーソナリティを2008年3月まで、2005年10月から「ときめきワイド」15時～16時放送の「喜瀬とみかっちのヒットパレード」のアシスタントを2008年3月まで務めた後、2008年4月より「スーパーヒットチャートなまらん」を2009年4月3日まで担当したのを最後にSTVラジオを離れた。